# Barbus sacratus
Barbus sacratus és una espècie de peix cipriniforme de la família dels ciprínids.

## Morfologia
Els mascles poden assolir els 25,6 cm de longitud total.

## Distribució geogràfica
Es troba a Libèria i a Costa d'Ivori.